# Huaca El Paraíso

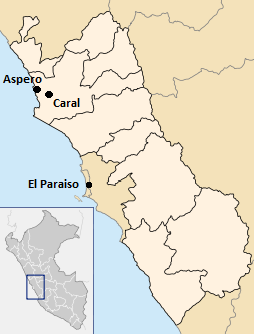
Ubicación geográfica.

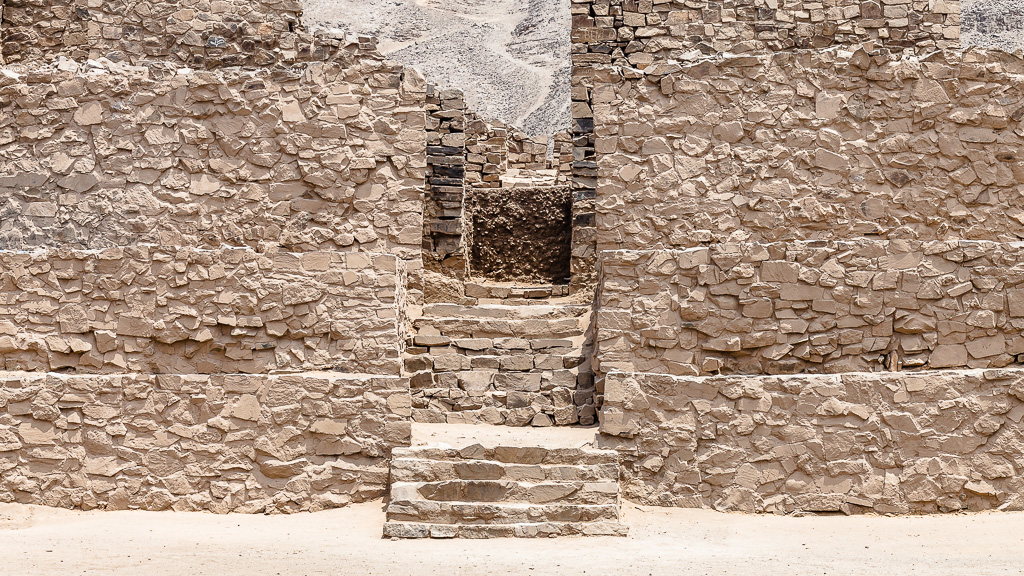
Acceso principal mediante escalinata.

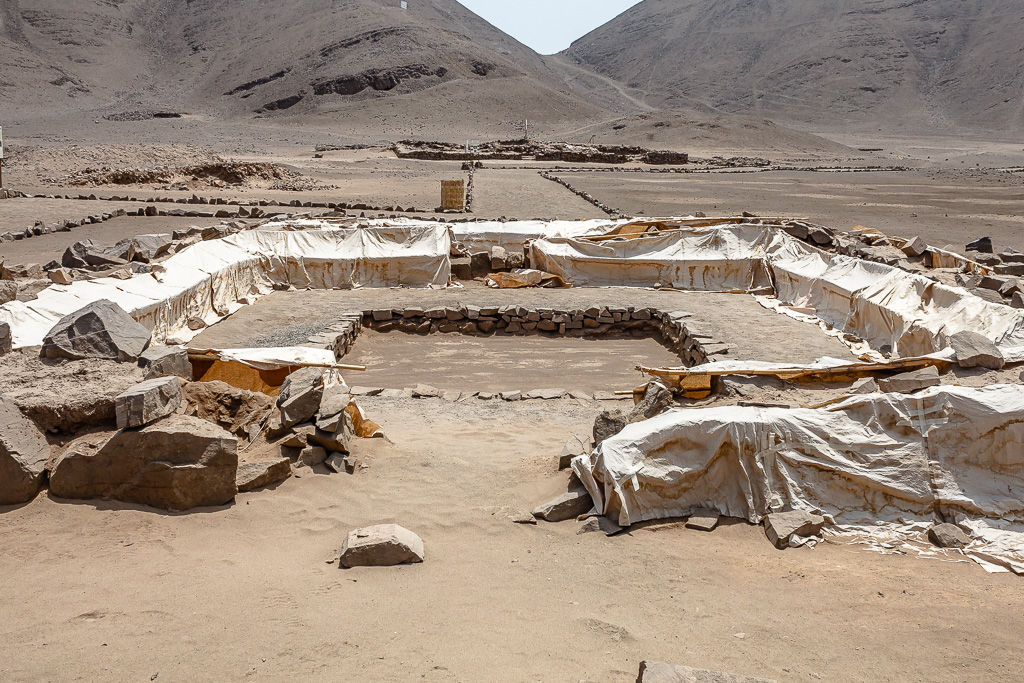
Plaza cuadrangular hundida de doble nivel frente al templo.

El Paraíso es un sitio arqueológico del Periodo Arcaico Tardío (3500 - 1800 a. C.), oficialmente Zona Arqueológica Monumental El Paraíso, ubicado en el distrito de San Martín de Porres, ciudad de Lima, capital del Perú. Es también conocido Chuquitanta. Y está situado en el valle del río Chillón, a dos kilómetros del océano Pacífico.
Forma parte del Complejo Arqueológico del Valle del Chillón, al que también pertenecen la Pampa de Los Perros y la Pampa Culebras.

## Ubicación geográfica

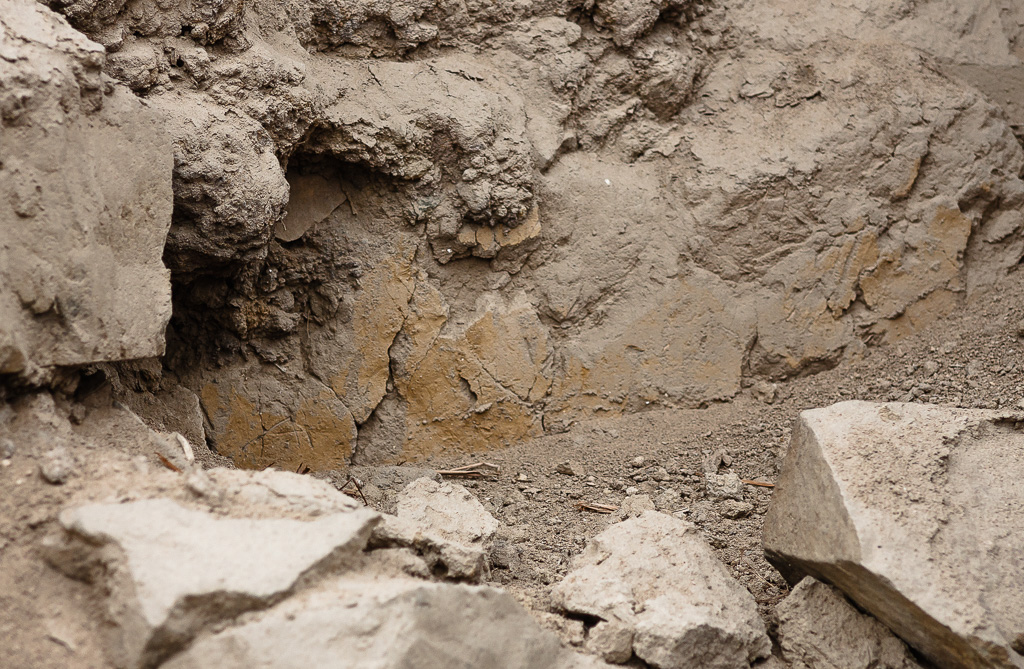
Pintura mural amarilla aún presente en algunas de las edificaciones del conjunto.

El Paraíso se encuentra situado en Lima Norte, entre los cerros de la zona de Chuquitanta, en la margen izquierda del río Chillón y cerca de su desembocadura en el océano Pacífico. Los restos arqueológico se alzan sobre la terraza aluvial de dicho río, que está rodeado de más de 90 hectáreas de tierras de cultivo y 150 hectáreas de tierras bajas capaces de sostener el riego apoyado de la agricultura.
El Paraíso es uno de los mayores asentamientos del período Arcaico Tardío (llamado también Precerámico Tardío), que abarca más de 58 hectáreas de tierra. Es uno de los seis sitios conocidos de dicho periodo en el valle de Ancón-Chillón, donde además destacan el sitio de Pampa de los Perros y Buena Vista. Otros centros importantes de este período incluyen Áspero y Caral, en la costa norcentral en el valle de Supe. Considerables centros se encuentran en diferentes zonas ecológicas, desde la costa hasta las zonas del interior. Stanish llegó a la conclusión de que éste era un momento en que los asentamientos se distribuyeron ampliamente, situada a varias distancias de la costa que permiten el acceso a una variedad de recursos marinos y agrícolas.

## Cronología
Se ha dado a conocer 16 muestras procesadas por datación por radiocarbono, que ubican al sitio en una antigüedad entre el 2.300 a. C. y el 1.400 a. C. es decir, en el final del período Arcaico Tardío. Es contemporáneo con el célebre Templo de las Manos Cruzadas de Kotosh, en Huánuco, y con la fase final de Caral.

## Investigaciones
El sitio fue dado a conocer en 1950 por Louis Stumer, al que nombró Chuquitanta, nombre de una hacienda cercana. En 1964, Thomas C. Patterson y Edward P. Lanning  consideran por primera al sitio como precerámico, logrando identificar unas nueve estructuras. Sin embargo, recién en 1965, Frederic Engel llevó a cabo exploraciones y excavaciones en el sitio, al que llamó El Paraíso, por ser el nombre oficial que era usado por el Instituto Nacional de Cultura. Engel identificó unos 8 edificios monticulares esparcidos en un área extensa, por lo que definió al lugar como un gran complejo arquitectónico, uno de los más grandes del Perú antiguo. Engel restauró la Unidad I, donde además centró sus excavaciones. Sobre la base de los restos textiles, la falta de cerámica y cuatro dataciones radiocarbónicas provenientes de la Unidad I se confirmó la cronología del sitio como precerámico tardío. En 1982, Jeffrey Quilter comienza la primera de varias temporadas de campo de un estudio multidisciplinar, El Proyecto del Bajo Valle del Chillón, que tuvo el propósito de establecer una cronología y una mejor comprensión de la arquitectura y la economía de subsistencia.
La zona arqueológica, ante el abandono de parte de las autoridades, empezó a ser protegida por los vecinos de las asociaciones aledañas, aunque ello no era suficiente para evitar la depredación e inevitable desaparición de las huacas. La zona se hallaba rodeada de chancherías y basurales, y se veía amenazada por las invasiones de pobladores y la codicia de las inmobiliarias. Se precisaba pues, contar con mayores recursos. Fue debido a la insistencia de estos pobladores que el Estado al fin se interesó en el asunto. En el 2008 el área fue declarada intangible. El 24 de diciembre de 2012 se inició el primer proyecto de inversión pública (PIP) del Ministerio de Cultura para recuperar, preservar y restaurar los monumentos arqueológicos de Lima. El primer lugar elegido para dicha labor fue precisamente El Paraíso, con un presupuesto de 4,5 millones de soles. Como director del proyecto fue designado el arqueólogo Marco Guillén Hugo.
Se iniciaron las excavaciones en cinco sectores y se identificó que el complejo estaba conformado en total por doce pirámides, esparcidas en una extensa área. El 15 de enero de 2013 los arqueólogos descubrieron una estructura arquitectónica a la que denominaron el Templo del Fuego, que presenta similitudes con estructuras halladas en Caral y Kotosh, que son sus contemporáneas. Se ponderó al lugar como el más antiguo complejo arquitectónico de la costa limeña y como el sitio donde se dio el primer paso para llegar de la caza, recolección y la pesca a la agricultura, con una antigüedad de 4000 años (2000 a. C.).
A finales de junio de 2013, una de las pirámides en el complejo, en la Unidad X de El Paraíso fue completamente destruida. Inmobiliarias constructoras utilizaron maquinaria pesada para derribar el edificio y quemarla inmediatamente. La policía impidió la destrucción de otras 11 pirámides en el sitio. Antes de su destrucción, la pirámide tenía una superficie aproximada de 2.000 m² y unos 6 m de altura. Los cargos penales recayeron sobre las empresas asociadas a este incidente, identificados como Alisol y Provelanz.
No obstante este revés, el proyecto de puesta en valor prosigue, llevado a cabo por el Ministerio de Cultura de Perú. Se calcula que en cinco años serán culminadas estas labores, con la puesta en valor del conjunto.
En el último Proyecto de Investigación, Conservación y Puesta en Valor de la zona arqueológica Monumental El Paraiso (2016-2021), en el 2016 se encontró un cactus momificado de 4,000 años posiblemente de la especie alucinógena San Pedro (Echinopsis pachanoi) de unos 30 centímetros de longitud en perfecto estado de conservación. Ese mismo año, la arqueóloga Dayanna Carbonel hizo otro importante hallazgo en la Unidad IV, un fardo de aproximadamente 3700 años de antigüedad, con una mujer bautizada como Eva Lucia, La Dama de El Paraíso al parecer perteneció a un alto estatus social, debido al contexto funerario en que se la encontró.

## Descripción
Es un enorme conjunto arquitectónico de piedras y barro compuesto de doce edificios que cubren una superficie de 50 hectáreas. La llamada UNIDAD I es la que se conoce propiamente con el nombre de El Paraíso, siendo esta la que fue estudiada y reconstruida por Engel en la década de 1960. Las otras unidades, que forman montículos, empezaron a ser sometidas a investigación muchos años después. Una de ellas fue destruida totalmente a manos de inescrupulosos en 2013. 

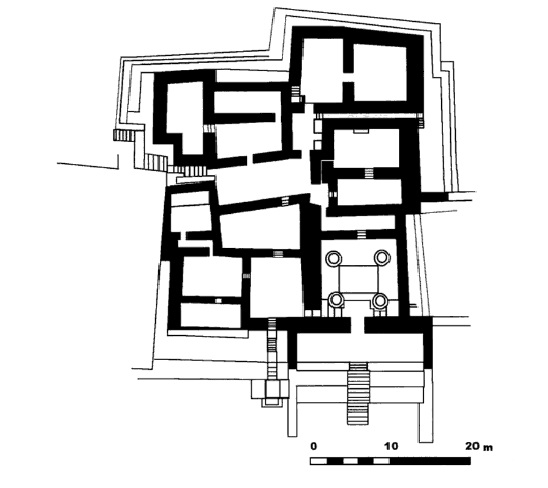
Distribución de la Unidad I.

El Paraíso fue construido con piedras obtenidas de una cantera cercana, donde se han hallado varios martillos. Existen paredes hasta de 2.40 m de ancho, con dos caras de bloques planos. Al igual que otras construcciones de la época, una característica fue el uso de grandes shicras, es decir, redes o bolsas de fibras vegetales llenas de piedra, usadas como material de relleno. Todas las paredes del conjunto fueron enlucidas con barro y posiblemente recibieron una aplicación de pintura, a juzgar por los restos de pigmentos ocre, blanco y rojo.
El edificio, con sus muchos compartimientos, puertas altas y gradas de acceso, está asentado sobre plataformas, que le dan un aspecto piramidal.
Engel supuso que El Paraíso fue reconstruido de cinco a seis veces en el lapso de unos 200 años, y abandonado en el curso de su última reconstrucción. En las inmediaciones se encuentran indicios de viviendas, aunque no se ha determinado la extensión del poblado cuando el edificio estuvo vigente. No presenta restos de cerámica pero si de tejidos de algodón y canastas de fibra vegetal, las llamadas shicras. Se hallaron también cinco entierros humanos envueltos en mantos de algodón.

## Función
Su diseño revela actividades ceremoniales, sobre todo en el recinto conocido como el Atrio (recinto 2), donde se ve un espacio con doble piso que hace recordar los salones ceremoniales de Kotosh; pero la particularidad es que cuenta con un pozo o colca en cada una de sus esquinas. El piso enmarcado por dicho rectángulo está totalmente calcinado, lo que sugiere que las ofrendas eran incineradas.
Al igual que otros monumentos de esa época como Caral, al norte, y Kotosh, al centro, El Paraíso debió ser un centro administrativo-ceremonial que surgió por obra de élites férreas que controlaban a una población.

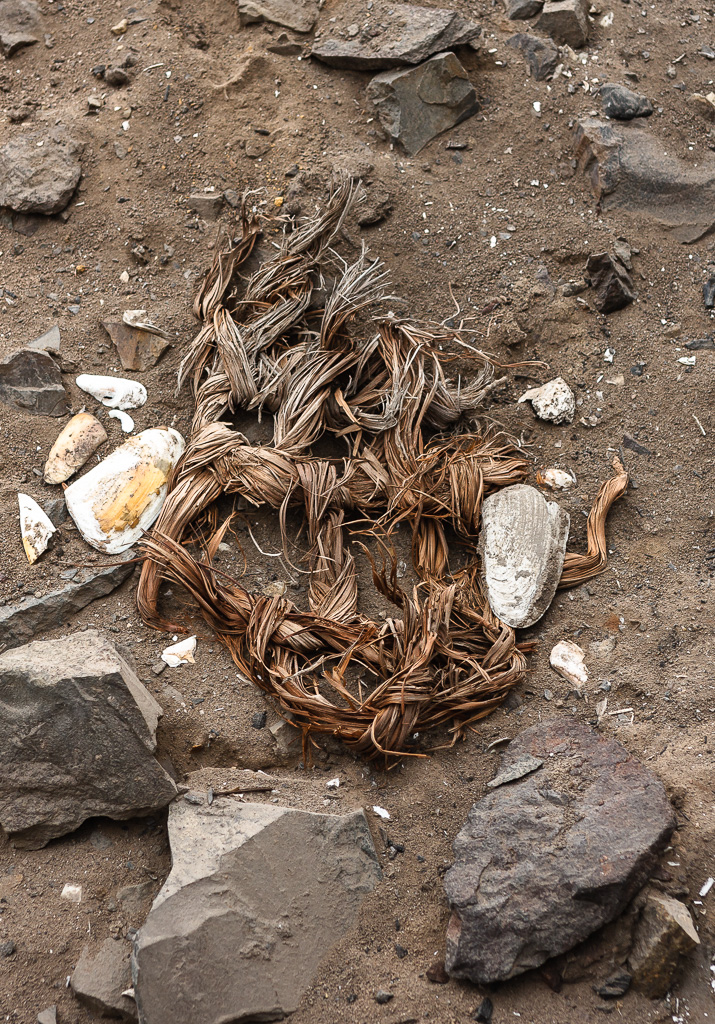
Restos de soga de amarre para los muros.

## Hábitos alimenticios
La dieta de los habitantes de El Paraíso consistía en una mezcla de recursos domesticados y recolectados. El Paraíso tenía una economía mixta de subsistencia. Hay una gran cantidad de alimentos no domesticados que se encuentran en el registro arqueológico, lo que apoya la existencia de recursos suficientes que podrían ser objeto de caza o recolección. Las plantas silvestres, como las raíces de juncos, tomatillos y colas de gato pueden haber representado una parte sustancial de la dieta. Más del 90% de las proteínas se obtuvo por medio de los recursos marinos, predominantemente de peces y moluscos. Sobre la base de los resultados del número mínimo de individuos (NMI), se ha determinado que los óseos de peces son principalmente de anchovetas y los moluscos más comunes son los mejillones. Hay poca presencia de fauna terrestre en El Paraíso. El predominio del recurso marino podrían haber evitado cualquier necesidad de una economía agrícola de subsistencia compleja. El algodón fue cultivado para proporcionar redes para la pesca, así como ropa para los habitantes de El Paraíso, por tanto hay una predominancia de una agricultura para usos industriales en las estrategias de subsistencia.
Las plantas alimenticias, cultivadas y recolectadas, complementaban la dieta del hombre de El Paraíso. Algunas de las plantas de este período fueron: amaranto, papa, cactus, calabaza, zapallo, caña brava, pasto, pacae, pallar, frejol, algarrobo, manglillo, sauce, lúcuma, ají, tomatillo y algodón.

## Textilería y cestería
De mucha importancia fue el cultivo de algodón, el primer cultivo no alimenticio, de cuya fibra se fabricaban tejidos. Estos son de algodón blanco o marrón, y a veces ambos mezclados, que le dan un aspecto decorativo. La técnica usada era la del tejido llano o 1 sobre 1 (una trama por una urdimbre). Según J. Quilter, una razón del surgimiento y crecimiento de El Paraíso pudo deberse al desarrollo y control de la producción del algodón.
Además de textiles de algodón, se encontraron canastas de paja, redes, artefactos de madera, instrumentos para pulir piedra, espejos de piedra pulida y fragmentos de figurillas hechas en barro cocido. Sin embargo, son los residuos de origen marino los que más abundan en El Paraíso.

## Rol de las elites
Normalmente el frío Corriente de Humboldt fluye de sur a norte que trae el alimento rico en plancton y con ella la abundancia de la vida marina a lo largo de la costa peruana. Desde hace unos años, cada siglo el evento de El Niño  invierte el flujo de la corriente, resultando en capturas marinas extremadamente pobres. Estudios realizados por Andrus y sus colegas encontraron restos de moluscos que indican al menos dos importantes eventos de El Niño tuvo lugar durante la ocupación de El Paraíso. En respuesta a estas épocas de extrema pobreza, una clase sacerdotal pudo haber surgido para dirigir y hacer un llamamiento a los dioses para aliviar la situación. La evidencia arqueológica de la existencia de tales élites incluye entierros de prestigio con elaborados elementos de ropa y joyas. Pero en El Paraíso no se han encontrado enterramientos de prestigio, por tanto al parecer no hay evidencia directa de la existencia de elites. Sin embargo, la evidencia indirecta para las élites radica en el tamaño y la complejidad del sitio. La división del trabajo y la especialización se da a entender en la existencia de una construcción especializada y el uso de bolsas de fibras vegetales llenas de rocas, localmente llamados "shicras". A partir de la medición de las estructuras, los arqueólogos determinaron que El Paraíso fue construido de acuerdo con un conjunto estandarizado de principios de ingeniería y mediciones. Esto significa que el sitio de El Paraíso fue cuidadosamente planeado. La conclusión es que la jerarquía era necesaria para planificar el lugar, organizar y coordinar una gran fuerza de trabajo, pero la naturaleza exacta de la organización social sigue siendo difícil de conocer.

## Galería de fotos
| 01 | 02 | 03 | 04 |
| 05 | 06 | 07 | 08 |